# Электромагнитное загрязнение

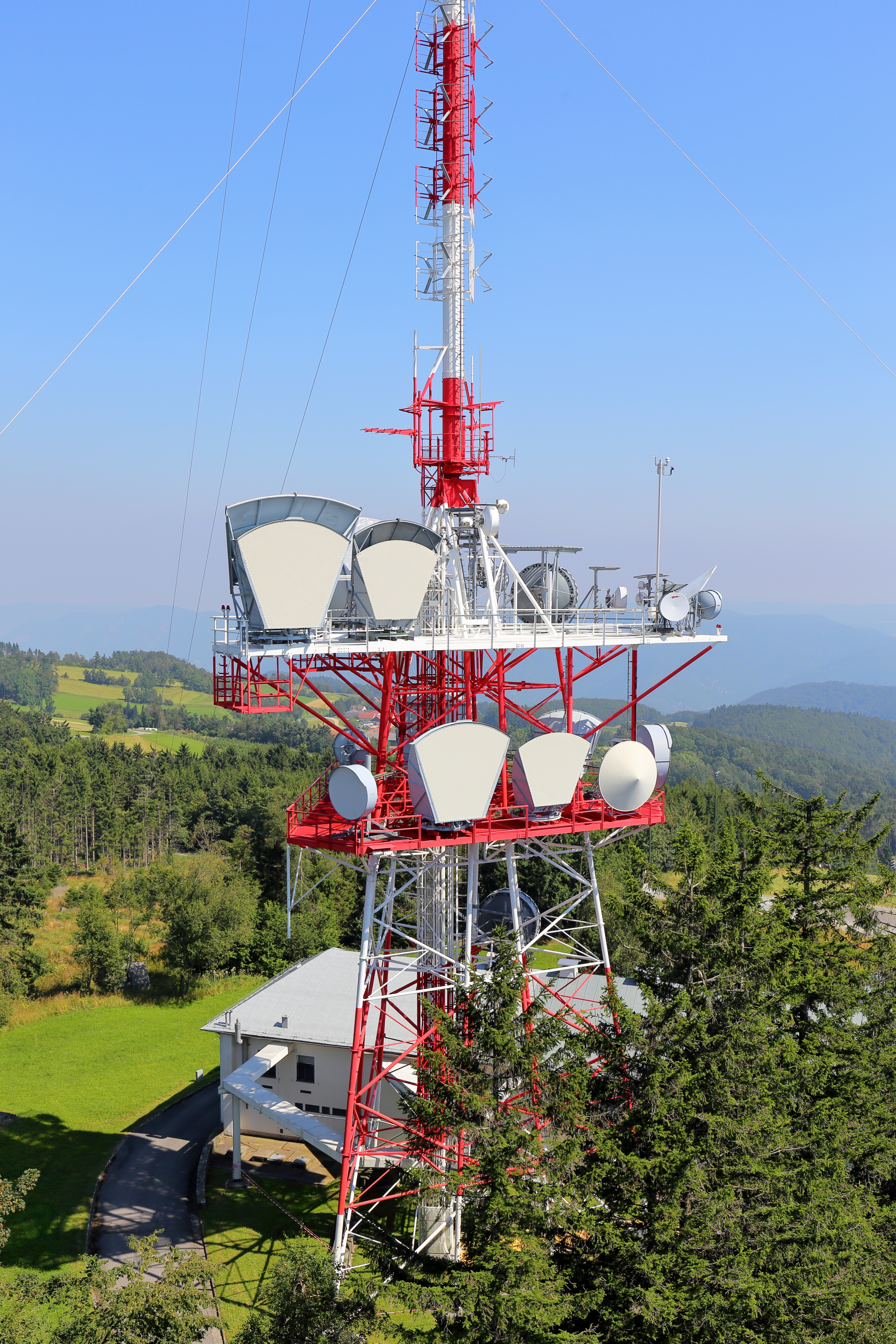
Антенна для трансляции радио и телевидения

Электромагнитное загрязнение, загрязнение радиоспектра — распространение радиоволн вне выделенных для них диапазонов или с превышением разрешённого уровня. В частности является важной проблемой в радиоастрономии.
Борьба с загрязнением радиоспектра ведётся путём распределения спектра между возможными применениями и контроля за использованием спектра. Обычно каждая страна самостоятельно регулирует вопросы использования радиоспектра, соблюдая международные правила, устанавливаемые ITU. Например, в США распределением частот занимается президент, федеральное правительство и Federal Communications Commission (FCC).

## Электросмог
Воздействие электрических полей на организм человека иногда называют электросмогом, приписывая, в частности, вредные свойства низкочастотным и сверхнизкочастотным излучениям (менее 300 Гц).
С 1996 года всемирная организации здравоохранения ведёт исследовательский проект International EMF Project, в рамках которого изучается воздействие электромагнитных излучений на здоровье человека. По результатам 25 тысяч научных статей, опубликованных за 30-летний период, ВОЗ заключает:[уточнить]

ВОЗ пришла к выводу, что существующие доказательства не подтверждают существование каких-либо последствий для здоровья от воздействия электромагнитных полей низкой мощности
Оригинальный текст (англ.)the WHO concluded that current evidence does not confirm the existence of any health consequences from exposure to low level electromagnetic fields— EMF Project